# Contele Duckula
Contele Duckula (engleză Count Duckula) este un serial de animație de comedie, dramă și fantezie întunecată, produs de studioul britanic Cosgrove Hall și Thames Television. Este un spin-off al serialului Danger Mouse, în care personajul principal era un răufăcător frecvent. Serialul a avut patru sezoane din 6 septembrie 1988 până pe 16 februarie 1993. În total au fost făcute 65 de episoade, fiecare de câte 22 de minute, și au fost lansate pe DVD în Regatul Unit, în timp ce numai primul sezon s-a lansat în America de Nord.
A nu se confunda cu desenul animat Quackula din 1979 produs de studioul Filmation.
În România acest serial s-a difuzat pe TVR 1 în vara lui 1997.

## Premisă
Episoadele serialului se învârt pe tema în care fiecare reînviere creează o nouă incarnare cu foarte puțină memorie din viața sa din trecut, această incarnație din trecut imediată fiind referită ca "tatăl" actualului. De aceea, orice incarnație poate avea propria personalitate și își poate face propriile interese. Acest conte Duckula este capabil să se pună ca o "dinastie îngrozitoare, numărătorile lui Dracula". Generațiile dinainte incluzeau cavaleri, vrăjitori, oameni de știință, artiști, egiptologiști și chiar jucători profesioniști, și aceștia sunt și ei "rățoi vampiri vicioși".
Dar ultima incarnare nu a mers conform planului, deoarece la sfârșitul ritualului trebuia pus sânge, dar Nanny a pus din greșeală ketchup de roșii. Astfel, noua versiune, Contele Duckula, nu este un vampir ce suge sânge, ci unul vegetarian. El preferă mai mult sucul de morcovi decât să meargă după victime. Mai rău de atăt, "noul" său maestru este obsedat să urmărească faimă și avere ca un comedian.
Deseori episoadele se învârt în jurul aventurilor lui Duckula în căutarea bogăției și faimei, asistat de abilitatea castelului de a-l teleportare peste tot în lume. De asemenea în unele episoade Igor, servitorul castelului, încearcă din răsputeri să îl facă pe Duckula într-un vampir normal. În alte episoade Duckula are de a face cu dușmanul său Doctor Von Goosewing, un vânător de vampiri ce refuză să creadă că incarnația curentă a lui Duckula este inofensivă.

## Voci
- Contele Duckula: David Jason
- Igor: Jack May
- Nanny/Dimitri: Brian Trueman
- Dr. Von Goosewing/Sviatoslav: Jimmy Hibbert
- Narator: Barry Clayton
- Alte personaje: Barry Clayton, Jimmy Hibbert, David Jason, Jack May, Brian Trueman și Ruby Wax
- Vocaliști ce cântă genericul: Doreen Edwards și Mike Harding

## Episoade

### Sezonul 1 (1988-1989)
1. "Nu Sax Vă rog, suntem egipteni!"
2. "Vampire Vacation"
3. "O noapte furtunoasă"
4. "Blues Homesick Transilvania"
5. "Comedie de restaurare"
6. "Pinguinii mutinosi"
7. "Ray Invisible Dr. Von Goosewing"
8. "În jos sub Duckula"
9. "Toți într-o ceață"
10. "Castelul Duckula: Deschis pentru public!"
11. "Duhul lui McCastle McDuckula"
12. "Ziua Ocupată a lui Igor"
13. "Autoduck"
14. "Vampirul se întoarce înapoi!"
15. "Hotel Hardluck"
16. "Hunchbudgie de Notre Dame"
17. "Dragă Jurnal"
18. "Închiriați un butler!"
19. "O reuniune de familie!"
20. "Duck Jungle"
21. "Casa mobila"
22. "O frică la Opera"
23. "Dr Goosewing și domnul Duck"
24. "Terorile primăriei"
25. "Inel de rumeguș"
26. "Duck and the Broccoli Stalk"

### Sezonul 2 (1989-1990)
1. "Aur fantomatic"
2. "Ducknapped!"
3. "Valea pierdută"
4. "Duck Incredibil Shrinking"
5. "Hi-Duck!"
6. "Duck de primă oră"
7. "Bloodsucking Lilieci de fructe din Amazon Lower"
8. "Contele și săracul - nu voi mai lucra la ferma fermecătoare!"
9. "Cercurile Arctice"
10. "Transilvania Take-Away"
11. "Whodunnit?"
12. "Nu Yaks Te rog, suntem tibetani!"
13. "Beau Duckula"
14. "Duck Mississippi"
15. "Duhul Amnesiac"
16. "Misterele Muzeului Ceara"
17. "Întoarcerea blestemului secretului mormântului mamei îl întâlnește pe Monsterul lui Frankenduckula și pe Wolf-Man și pe varza integal-actică ..."
18. "Orașul pierdut al Atlantidei"
19. "Bad Luck, Duck"

### Sezonul 3 (1990-1991)
1. "Ciocul privat"
2. "Astro Duck"
3. "Estate Unreal"
4. "Bombay Duck (sau 1.001 Nopți Transilvane)"
5. "Există vârcolaci în partea de jos a grădinii noastre"
6. "Duck Ahoy"
7. "Marele Ductectiv"
8. "Duce de ochi moarte"
9. "Spectacolul trebuie să continue!"
10. "Un crainic de Craciun"
11. "Restul este istorie!"
12. "Duck"
13. "Mystery Cruise"

### Sezonul 4 (1993)
1. "În jurul lumii într-o totală Daze!"
2. "Duck Manhattan"
3. "Alpi-a-Daisy!"
4. "Prințul Duckula"
5. "Veneția o rață, nu o rață!"
6. "O monedă devine întotdeauna rață!"
7. "Zombie se trezește!"

## Legături externe
- Contele Duckula la Internet Movie Database
- Contele Duckula la Big Cartoon DataBase
- Contele Duckula la TV.com